# Hetman wielki litewski

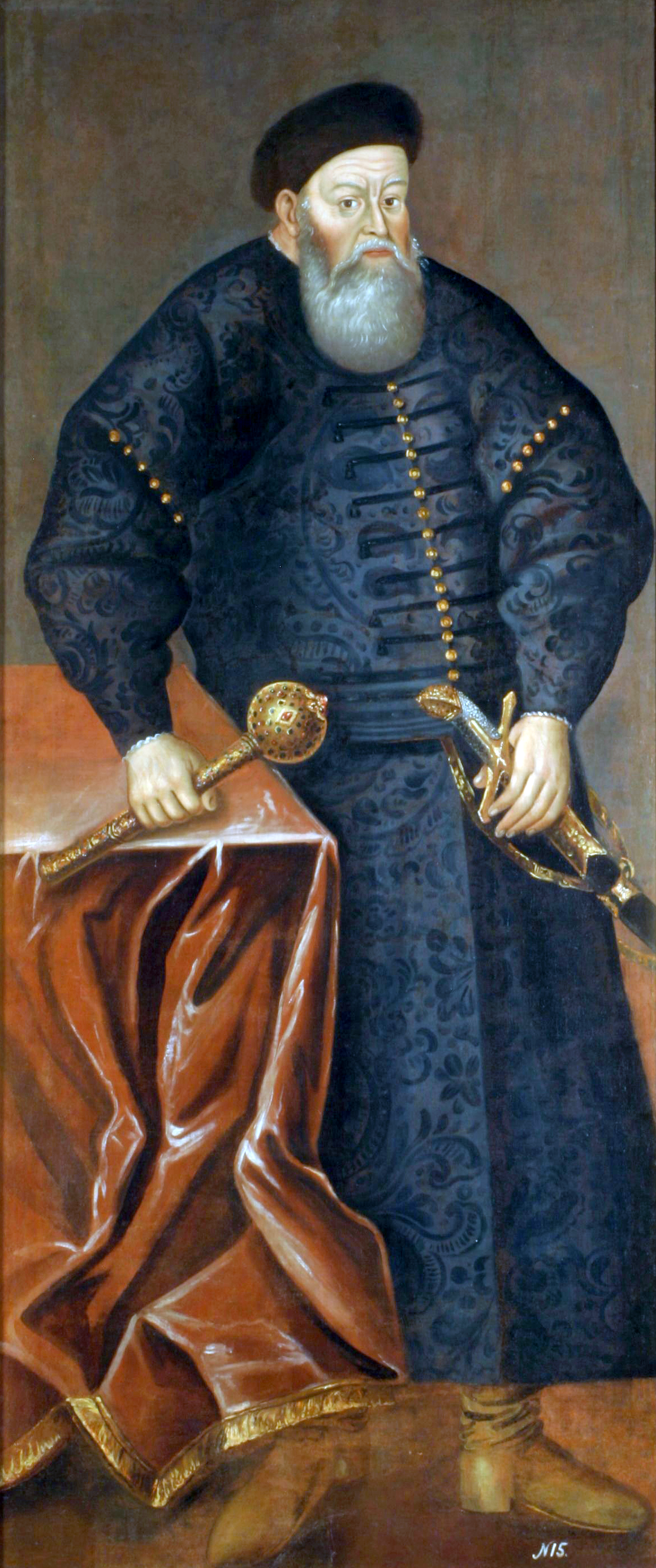
Konstanty Ostrogski

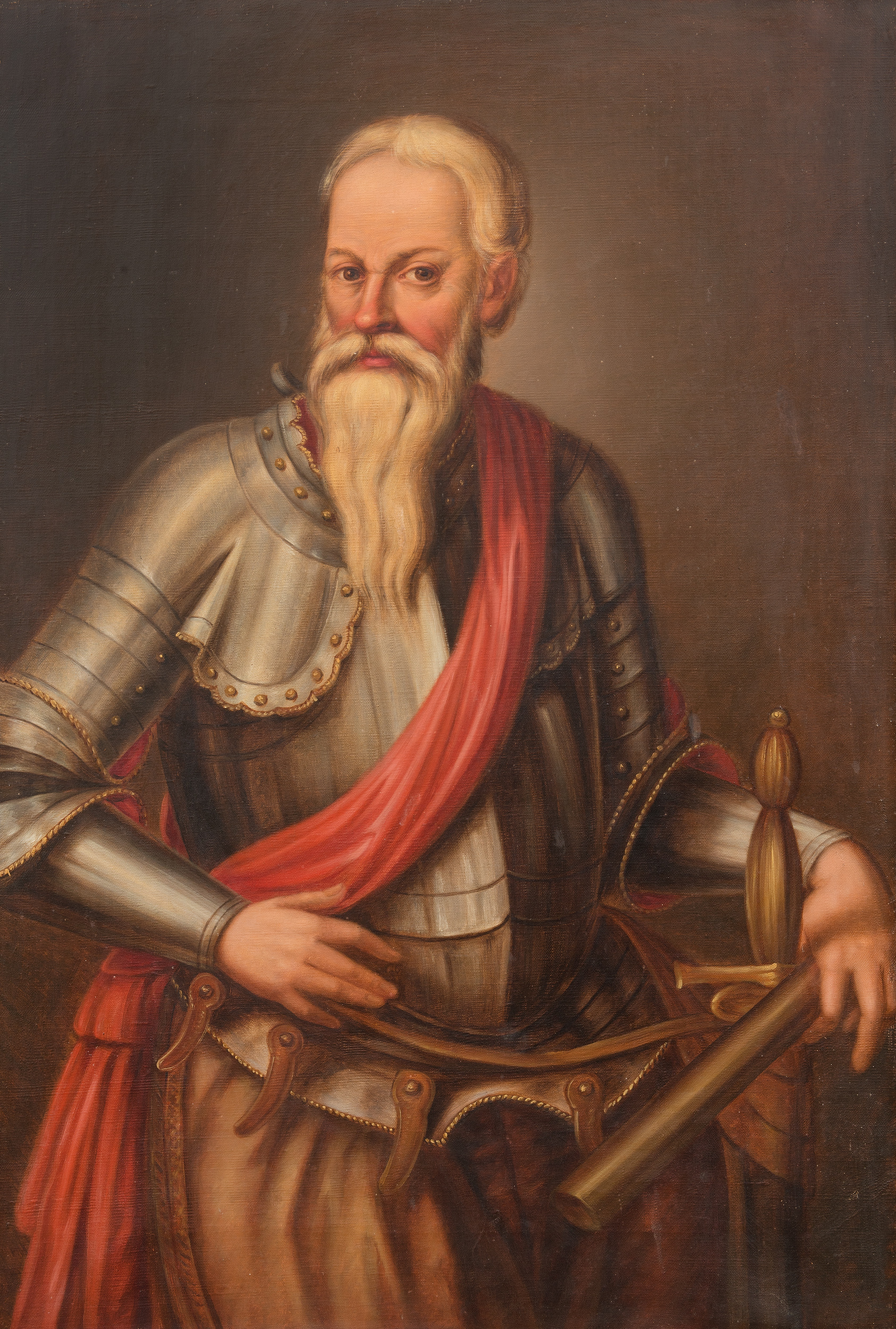
Mikołaj Radziwiłł Rudy

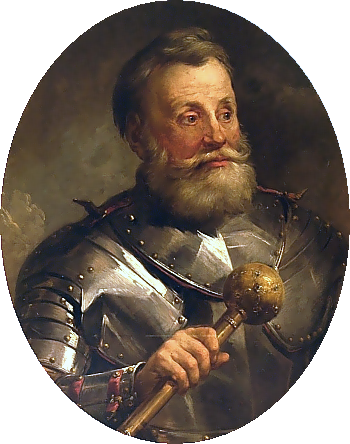
Jan Karol Chodkiewicz

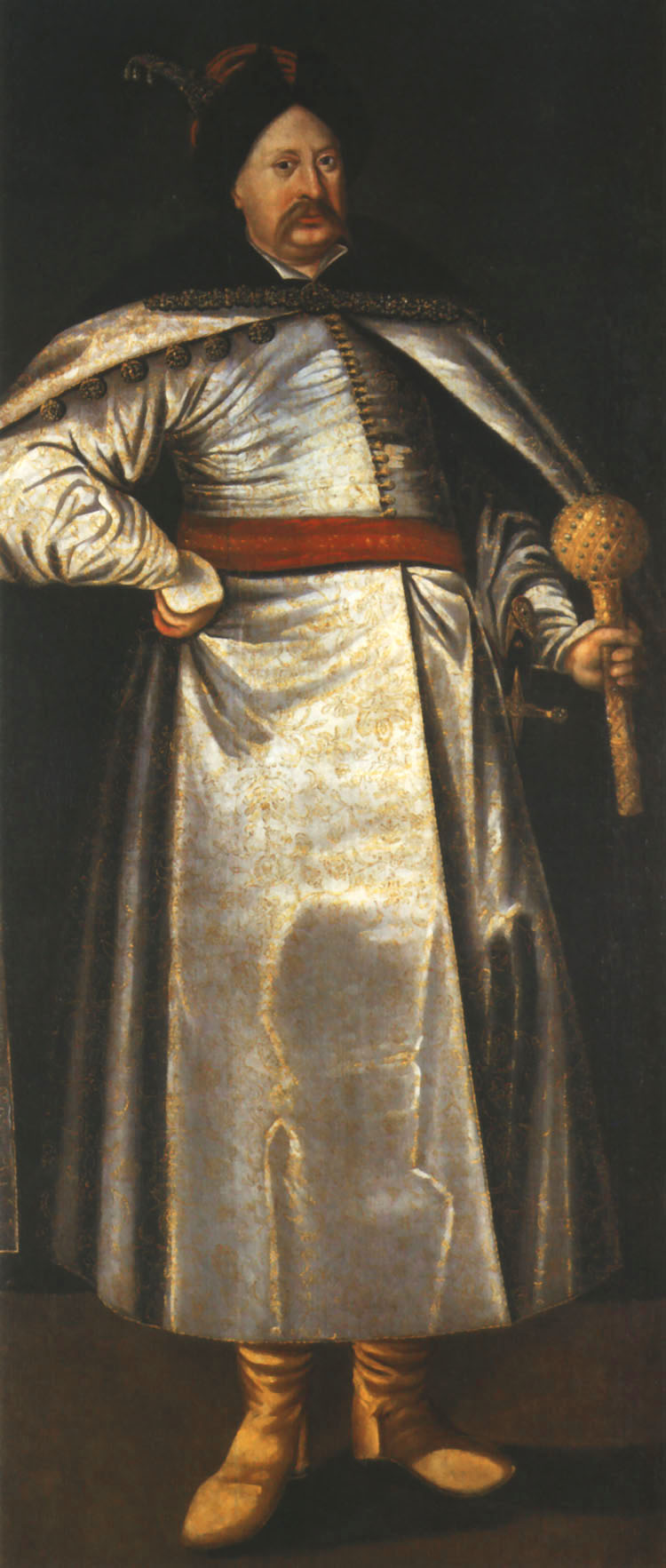
Janusz Radziwiłł

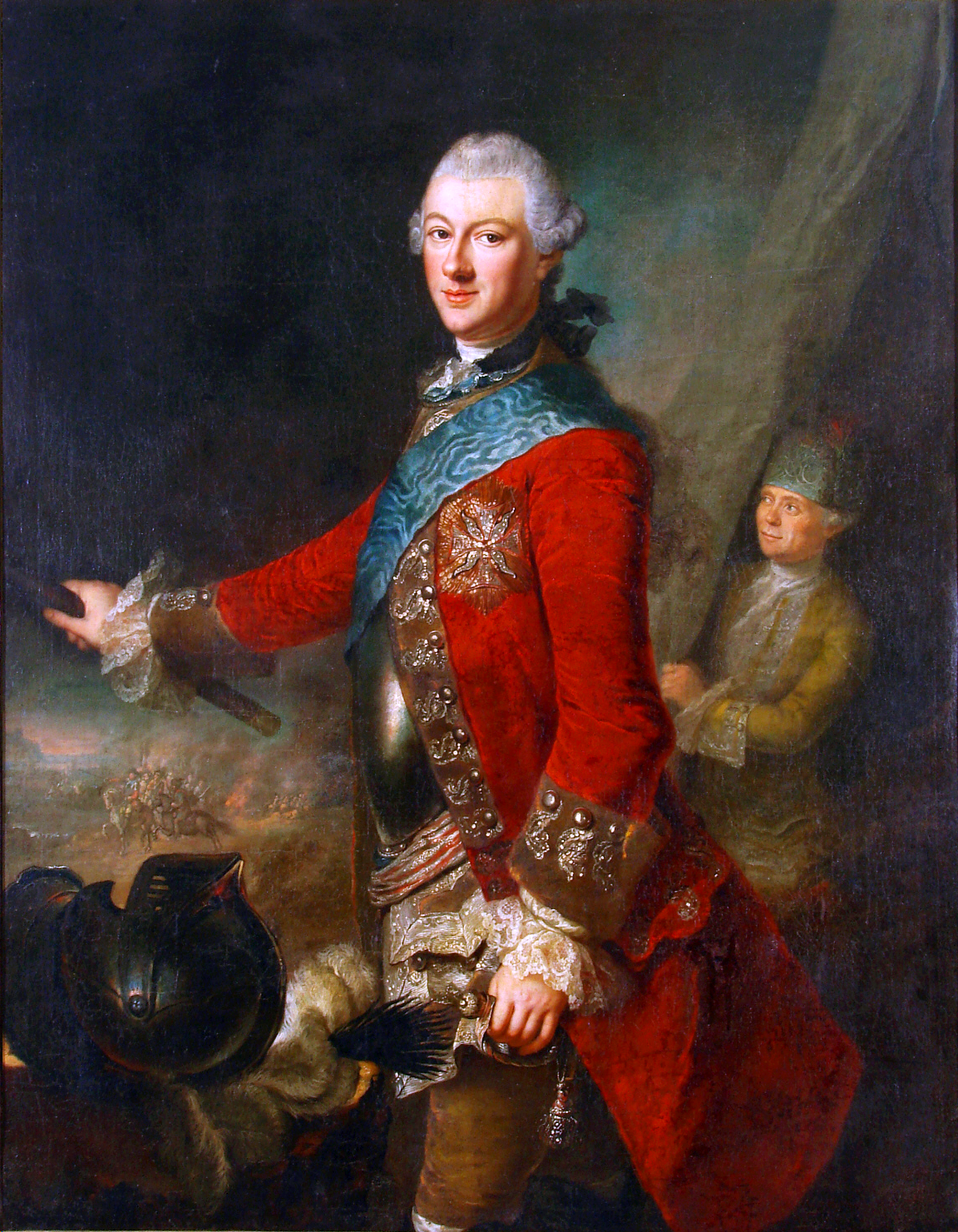
Michał Kazimierz Ogiński

Hetman wielki litewski – dowódca wojsk zaciężnych, potem komputowych Wielkiego Księstwa Litewskiego, czyli armii litewskiej. Z urzędu minister Wielkiego Księstwa Litewskiego. Jeden z dwóch od czasów unii Polski z Litwą najwyższych zwierzchników wojskowych na ziemiach Rzeczypospolitej Obojga Narodów – drugim był hetman wielki koronny, który był dowódcą wojsk zaciężnych, potem komputowych Korony Królestwa Polskiego, czyli armii polskiej.
Rzeczpospolita składała się z dwóch równoprawnych państw: Korony Polskiej i Wielkiego Księstwa Litewskiego. Te dwa równoprawne państwa miały własne, oddzielne armie, utrzymywane z oddzielnych podatków, budżetów i skarbów publicznych (skarbów państwa).
Nie można zatem podawać, jak to się niekiedy czyni, że hetman wielki litewski był jednym z dwóch najwyższych zwierzchników wojskowych „na ziemiach polskich”, bowiem na ziemiach polskich, tzn. w Koronie, uprawnienia dowódcze w czasie pokoju miał hetman wielki koronny, który nie miał zaś żadnej jurysdykcji nad armią litewską, czyli w Wielkim Księstwie, gdyż to nie były już ziemie polskie, tzn. koronne, choć tworzyły wspólną Rzeczpospolitą.
Odpowiednio: na ziemiach Wielkiego Księstwa uprawnienia dowódcze w czasie pokoju miał hetman wielki litewski, któremu w żaden sposób nie podlegała armia koronna (polska), bo Korona Królestwa Polskiego to nie były już ziemie litewskie (Wielkiego Księstwa). Natomiast w czasie wojen często na mocy decyzji króla jako Wodza Naczelnego Obojga Narodów (król polski i jednocześnie wielki książę litewski był jedyną osobą w Rzeczypospolitej mającą z urzędu jurysdykcję nad obydwiema armiami zarówno w czasie pokoju, jak i wojny) podległość armii (co było rzadkie) lub poszczególnych jednostek wojskowych (co następowało często) poszczególnym hetmanom była zmieniana w zależności od sytuacji wojennej.
Przykładowo: 1621 - obrona Chocimia przed armią turecką - z powodu zgonu kanclerza i hetmana wielkiego koronnego Stanisława Żółkiewskiego po bitwie pod Cecorą (1620) dowództwo nad połączonymi oddziałami koronnymi i kozackimi (Kozacy rejestrowi) oraz posiłkującą armią litewską z rozkazu króla objął najwyższy urzędem wojskowym z obecnych w Chocimiu, dowódca armii litewskiej, hetman wielki litewski Jan Karol Chodkiewicz (który w czasie obrony zmarł).
Zastępcami hetmanów wielkich byli odpowiednio hetman polny litewski i hetman polny koronny.
Od 1579 tytuł hetmana stał się dożywotnim.
Władza hetmanów została uszczuplona po powołaniu Departamentu Wojskowego Rady Nieustającej w 1776 r.
| Rok objęcia urzędu   | Rok złożenia urzędu lub śmierci | Osoba                                |
| -------------------- | ------------------------------- | ------------------------------------ |
| 1497                 | 1500                            | Konstanty Ostrogski                  |
| 1500                 | 1501                            | Semen Holszański                     |
| 1501                 | 1502                            | Stanisław Kieżgajło                  |
| 1503/1504            | 1507                            | Stanisław Kiszka (hetman litewski)   |
| 1507                 | 10 sierpnia 1530                | Konstanty Ostrogski                  |
| 1530                 | 1531                            | vacat                                |
| 20 marca 1531        | 1541                            | Jerzy Radziwiłł                      |
| 1541                 | 1553                            | vacat                                |
| 1553                 | 1566                            | Mikołaj Radziwiłł Rudy               |
| 1566                 | 1572                            | Grzegorz Chodkiewicz                 |
| 1572                 | 1576                            | vacat                                |
| 6 marca 1576         | 27 kwietnia 1584                | Mikołaj Radziwiłł Rudy ponownie      |
| 1584                 | 1589                            | vacat                                |
| 15 kwietnia 1589     | 20 listopada 1603               | Krzysztof Radziwiłł Piorun           |
| 1603                 | 1605                            | vacat                                |
| 1605                 | 24 września 1621                | Jan Karol Chodkiewicz                |
| 1621                 | 1625                            | vacat                                |
| 1625                 | 7 lipca 1633                    | Lew Sapieha                          |
| 1633                 | 1635                            | vacat                                |
| 1 stycznia 1635      | 1640                            | Krzysztof Radziwiłł                  |
| 1640                 | 1646                            | vacat                                |
| 17 kwietnia 1646     | 1654                            | Janusz Kiszka                        |
| 17 czerwca 1654      | 30/31 grudnia 1655              | Janusz Radziwiłł                     |
| 1656                 | 1665                            | Paweł Jan Sapieha                    |
| 1665                 | 1667                            | vacat                                |
| 1667                 | 4 kwietnia 1682                 | Michał Kazimierz Pac                 |
| 1682                 | 1703                            | Kazimierz Jan Sapieha                |
| 1703                 | 1707                            | Michał Serwacy Wiśniowiecki          |
| 1707                 | 1708                            | Kazimierz Jan Sapieha ponownie       |
| 1708                 | 1709                            | Jan Kazimierz Sapieha                |
| 1709                 | 1709                            | Grzegorz Antoni Ogiński              |
| 28 października 1709 | 30 stycznia 1730                | Ludwik Konstanty Pociej              |
| 1730                 | 1735                            | vacat                                |
| 9 listopada 1735     | 18 września 1744                | Michał Serwacy Wiśniowiecki ponownie |
| 5 października 1744  | 22 maja 1762                    | Michał Kazimierz Radziwiłł           |
| 8 października 1762  | 20 stycznia 1768                | Michał Józef Massalski               |
| 29 lutego 1768       | 6 lipca 1793                    | Michał Kazimierz Ogiński             |
| lipiec 1793          | 25 kwietnia 1794                | Szymon Marcin Kossakowski            |